# Armillaria nabsnona
Armillaria nabsnona là một loài nấm trong họ Physalacriaceae.